# 致遠型防護巡洋艦
| 致遠級防護巡洋艦   | 致遠級防護巡洋艦 |
| ------------------ | --- |
| 竣工時の「靖遠」。 | |
| 艦級概観           | |
| 艦種               | 防護巡洋艦 |
| 艦名               | |
| 前級               | 済遠 |
| 次級               | 広乙級 |
| 性能諸元           | |
| 排水量             | 常備：2,300トン 満載：-トン |
| 全長               | 76.2m |
| 垂線長             | -m |
| 全幅               | 11.58m |
| 吃水               | 4.57m |
| 機関               | 形式不明石炭専焼円缶4基 +三段膨張三気筒レシプロ機関2基2軸推進 |
| 最大出力           | 6,850hp |
| 最大速力           | 18.0ノット |
| 航続距離           | 10ノット/6,000海里 |
| 燃料               | 石炭：200トン（常備）、320トン（満載） |
| 乗員               | 202〜260名 |
| 兵装               | クルップ 21cm（35口径）連装砲1基+同単装砲1基 クルップ 15.2cm（35口径）単装砲2基 アームストロング 5.7cm（40口径）単装速射砲8基 オチキス 3.7cm（23口径）5連装回転式機砲6基 機関砲4基 45.7cm魚雷発射管単装4基 |
| 装甲               | 甲板：50mm（平坦部）、75mm（傾斜部） 主砲防楯：102mm 司令塔：75mm |

致遠級防護巡洋艦（ちえん きゅう ぼうごじゅんようかん）は清国の北洋水師の防護巡洋艦の艦級である。

## 概要
本級は列強の東洋支配に対抗すべく、清国が自国の沿岸防御のためにイギリスに発注した巡洋艦のクラスである。イギリスのアームストロング社に2隻が発注され、サー・ウィリアム・ホワイトの設計による物で2隻は1886年に進水、1887年に竣工し、84万5000両が支払われ、同年11月に清国海軍に引き渡された。
「致遠」と「靖遠」の二隻があるが、「致遠」は黄海海戦(日清戦争)で戦没。「靖遠」は威海衛にて沈没。

## 艦形
船体は平甲板型船体であった。水面下に衝角（ラム）の付いた艦首から甲板上にクルップ製21cmライフル砲を連装砲架で艦首甲板上に1基配置した。その背後に司令塔を組み込み、両脇に船橋を持つ操舵艦橋と単脚式の前部ミリタリーマストが立つ。船体中央部に1本煙突が立ち、その周囲は艦載艇置き場となっており、舷側に2本1組のボート・ダビッドが片舷2基ずつ計4組で運用されていた。副武装のクルップ 15.2cmライフル砲は船体中央部の舷側に張り出しを設け、そこに防盾の付いた単装砲架で片舷1基ずつ計2基を配置し、5.7cm速射砲は単装砲架で舷側甲板上に片舷4基ずつ計8基が配置された。その後方に後部ミリタリーマストと21cm単装砲が後向きに1基が配置された。
この武装配置により艦首方向に最大で21cm砲2門・15.2cm砲2門、舷側方向に最大で21cm砲3門・15.2cm砲1門・5.7cm砲4門、艦尾方向に最大で21cm砲1門・15.2cm砲2門が指向できた。

## 主砲、その他備砲

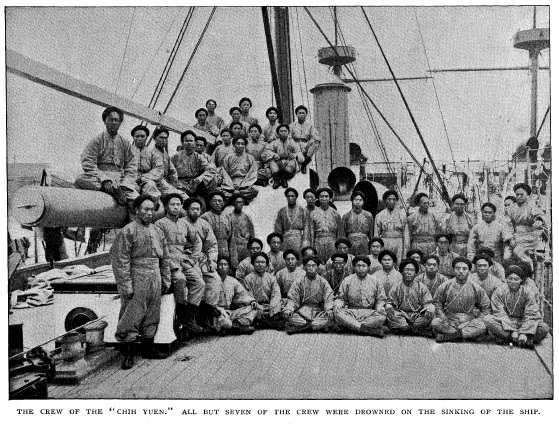
「致遠」の後甲板上で乗員を撮った写真。水兵が腰かけているのは後部21cm単装砲。

本級の主武装はクルップ製「1880年型 21cm（35口径）ライフル砲」を採用した。これを厚さ102mmの防盾を被せた砲架に据えたが、艦首側は連装砲架で2門、艦尾側は単装砲架で艦首方向の火力を重視した火力配置となっていた。その他に対水雷艇迎撃用に、「アームストロング 5.7cm（40口径）単装速射砲」を単装砲架で計8基、近接戦闘用としてこの時代の軍艦に広く採用されたフランスのオチキス社の「オチキス 3.7cm（23口径）5連装ガトリング砲」を単装砲架で6基装備した。対艦攻撃用に45.7cm魚雷発射管4基を装備していた。

## 同型艦

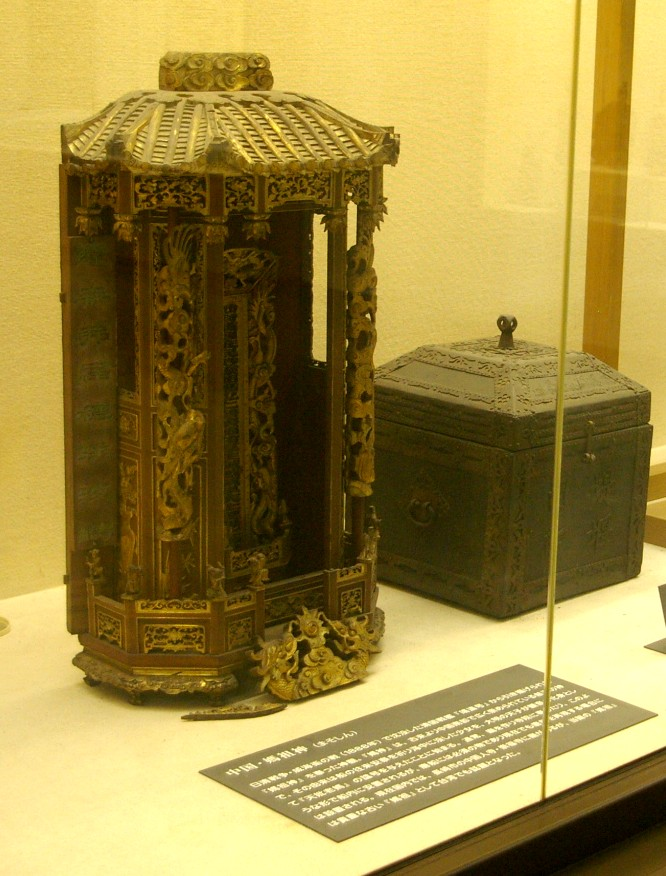
「靖遠」神符
元寇史料館所蔵

- 致遠（Chih Yuan）：アームストロング・ミッチェル社で建造[1]。1885年10月20日起工、1886年9月29日進水、1887年7月23日竣工[1]。1894年9月17日、黄海海戦で沈没[2]。
- 靖遠（Ching Yuan）：アームストロング・ミッチェル社で建造[1]。1885年10月20日起工、1886年12月14日進水、1887年7月9日竣工[1]。1895年2月9日、陸上の日本軍による砲撃で被弾着底[2]。1895年から1896年にかけて解体[2]。

## 参考図書
- 「Conway All The World's Fightingships 1860-1905」（Conway）